# Psyopus
Psyopus, también escrito PsyOpus es una banda de Rochester, Nueva York. Formados en 2002, el grupo está caracterizado por su metal extremo y altamente técnico, la base para llevar a cabo su Avant-garde metal; a la locura ordenada de sus guitarras se la conoce como mathcore. Christopher Arp, "Arpmandude", es el guitarrista y capataz de esta máquina técnica. Con el objetivo de firmar con marcas de guitarras, Arp se ha tenido que grabar en numerosas ocasiones tocando la guitarra para demostrar que puede tocar la guitarra tan rápido como lo hace. Como los grandes de la guitarra, Arp aprendió solo en casa escuchando a Metallica, Megadeth y tocando durante toda la noche.
La banda lanzó su primer álbum en 2004 bajo el nombre de Ideas of Reference, pero fue en su segundo álbum, Our Puzzling Encounters Considered (2007), cuando la técnica de Arp a las seis cuerdas se hizo más compleja y "alocada". El 17 de febrero de 2009, la banda lanzó su tercer álbum, llamado Odd Senses.

## Miembros

### Miembros actuales
- Brian Woodruff - voz (2008-presente)
- Christopher Arp - guitarra (2002-presente)
- Jason Bauers - batería/ percusión (2007-presente)
- Brian Kelly - bajo (2009-presente)

### Miembros antiguos
- Fred DeCoste - bajo (2002 - 2007)
- Adam Frappolli - voz (2002 - 2007)
- Greg Herman - batería/ percusión (2002 - 2004)
- Lee Fisher - batería/ percusión (2004 - 2005)
- Corey Barnes - batería/ percusión (2005 - 2006)
- Jon Cole - batería/ percusión (2006 - 2007)
- Harrison Christie - voz (2007 - 2008)
- Michael Horn - bajo (2007-2009)
- Travis Morgan - bajo (2009)

## Discografía
- Ideas of Reference (2004)
- Our Puzzling Encounters Considered (2007)
- Odd Senses (2009)